# 長孫澄
長孫 澄（ちょうそん ちょう、生没年不詳）は、北魏末から北周にかけての軍人。字は士亮。本貫は河南郡洛陽県。

## 経歴
上党王長孫稚の四男として生まれた。10歳のとき、李琰之の娘を妻に迎えた。14歳のとき、父に従って征戦に赴き、智謀と武勇を示した。功績により西華県侯に封じられた。孝武帝の初年、征東将軍・渭州刺史に任じられた。
538年（大統4年）、南岐州の氐の苻安寿が西魏の統治に反抗し、武都を攻め落として、太白王を号した。長孫澄は大都督の侯莫陳順とともに苻安寿を撃破し、降伏させた。軍功により、永寧県伯の別封を受けた。まもなく覆津県侯に進んだ。
西魏の文帝が宇文泰をはじめとする諸公と宴会を開いたとき、帝は『孝経』から重要な言葉を引用してみせるよう諸公に求めた。長孫澄は「夙夜匪懈、以事一人」と応じて、宇文泰を深く感心させた。
542年（大統8年）、東魏の高歓が玉壁を包囲すると、長孫澄は宇文泰に従って玉壁の救援に赴いた。543年（大統9年）、邙山の戦いに参加して、驃騎大将軍・開府に進んだ。557年（孝閔帝元年）、北周の孝閔帝が即位すると、長孫澄は大将軍に任じられ、義門郡公に封じられ、玉壁総管となった。明帝のとき、任地で死去した。柱国の位を追贈され、諡を簡といった。

## 妻子

### 妻
- 李氏（李琰之の娘）
- 宋霊妃（宋弁の子の宋維の娘、広平郡君）

### 男子
- 長孫嶸（義門郡公）
- 長孫緯（隋の太常博士）
- 長孫軌
- 長孫始
- 長孫愷

### 女子
- 長孫始蘭
- 長孫瞿沙

## 伝記資料
- 『周書』巻26 列伝第18
- 『北史』巻22 列伝第10
- 魏故広平郡君長孫氏宋墓誌（宋霊妃墓誌）